# Staying Power (album Barry White)
Staying Power è il ventesimo album in studio del cantante statunitense Barry White, pubblicato il 27 luglio 1999 dalla Private Music. Si tratta dell'ultimo album di inediti della carriera di White.

## Descrizione
Staying Power contiene due duetti con Chaka Khan e Lisa Stansfield. Queste sono le sole canzoni di White in cui compaiano come accreditati nomi di altri cantanti, eccezion fatta per l'album del 1981 Barry and Glodean. Il singolo principale, "Staying Power", anche se non fu una hit significativa, fece vincere a White due Grammy Awards nel 2000 nelle categorie Miglior Performance Vocale Maschile R&B e Miglior Performance Vocale R&B Tradizionale. Staying Power ebbe meno successo di The Icon Is Love, posizionandosi al #13 della classifica R&B e al #43 della Billboard 200 Pop.  Allo stesso modo la sua ricezione critica fu più mista. L'opinione complessiva della critica tendeva all'osservazione che, sebbene ci fosse ben poca ragione di muovere critiche negative, il materiale e la produzione avessero tuttavia un carattere meno distinto rispetto all'album The Icon Is Love. (Ad esempio il critico di AllMusic Stephen Thomas Erlewine descrive Staying Power come "...di classe e piacevole, ma non destinato a rimanere nel lascito di questo artista".)

## Tracce
1. Staying Power – 6:10 (Rory Holmes, Joey Paschal)
2. Don't Play Games – 7:24 (Steve Guillory, Jack Perry, Barry White)
3. The Longer We Make Love (con Chaka Khan) – 5:48 (Marlon Saunders, Aaron Schroeder, Barry White)
4. I Get off on You – 6:30 (Kashif Saleem, Jack Perry, Barry White)
5. Which Way Is Up – 5:42 (Jack Perry, Doug Rasheed, Barry White)
6. Get Up – 6:11 (Jack Perry, Barry White)
7. Sometimes – 6:55 (Barry White)
8. Low Rider – 5:17 (Sylvester Allen, Harold Brown, Morris Dickerson)
9. Thank You (Falettinme Be Mice Elf Agin) – 5:46 (Sylvester Stewart)
10. Slow Your Roll – 5:46 (Joey Paschal, Jack Perry, Barry White)
11. The Longer We Make Love (con Lisa Stansfield) – 6:27 (Marlon Saunders, Aaron Schroeder, Barry White)

## Classifiche
| Classifica (1999) | Posizione massima |
| ----------------- | ----------------- |
| Belgio (Fiandre)  | 37                |
| Francia           | 65                |
| Germania          | 60                |
| Stati Uniti       | 43                |